# Большая курская энциклопедия
«Большая курская энциклопедия» (сокр. БКЭ) — универсальное справочно-энциклопедическое издание, изданное в 2004—2011 годах и посвященное Курской области. Главный редактор — Ю. А. Бугров. Выпущена на средства А. Н. Коровин — уроженца Курской области и директора «Электросвязи» Владимирской области.

## Содержание томов
- Т. 1 : Персоналии. — 2004—2006.
  - Кн. 1 : [А — К]. — 2004. — 415 с. : портр. — 800 экз.
  - [То же]. — 2008. — 415 с. : портр. — 820 экз.
- Кн. 2 : [Л — Р]. — 2005. — 239 с. : портр. — 500 экз.
  - [То же]. — 2008. — 239 с. : портр. — 820 экз.
- Кн. 3 : [С — Я]. — 2005. — 279 с. : портр. — 500 экз.
  - [То же]. — 2009. — 279 с. : портр. — 820 экз.
- Кн. 4 : (Дополнение : А — Я). — 2006. — 91 с. : портр. — 500 экз.
- Т. 2 : Общественная история. — 2010. — 419 с. : ил., карты, портр. — 1000 экз.
- Т. 3 : Естественная история. — 2006—2011.
  - Кн. 1 : Растительный мир. Грибы. — 2006. — 258 с. : ил. — Библиогр.: с. 258. — 1000 экз.
  - Кн. 2 : Животный мир. — 2007. — 144 с. : ил. — Библиогр.: с. 144. — 1000 экз.
  - Кн. 3 : Природа. — 2011.—287 с. : ил., карты. — Библиогр.: с. 247—248, 279—285. — 1100 экз

## Критика
Курский историк С. П. Щавелёв в рецензии к первым трём томам, посвящённым людям, раскритиковал БКЭ за «множество ошибок, пробелов и просто нелепостей». Он отмечает в статьях, написанным им для БКЭ и опубликованных с указанием его авторства, искажения, допущенные редакторами, и дополнения, внесённые ими без его ведома. Он считает, что статьи БКЭ склонны преувеличивать заслуги своих героев; он предполагает, что многие статьи о современниках писались их знакомыми.
Среди редакторов указаны представители ведущих научных заведений Курска (Курский государственный университет, Курский государственный технический университет), а также Курское областное научное краеведческое общество. Щавелёв предполагает, что большинство из них являются «свадебными генералами» и в реальности ни одной статьи БКЭ не отредактировали, а общество называет «кружком любителей истории».